# Tingsås församling
Tingsås församling är en församling i Tingsryds pastorat i Njudung-Östra Värends kontrakt, Växjö stift och är församling för centralorten Tingsryd i Tingsryds kommun. 
Församlingskyrka är Tingsås kyrka.

## Administrativ historik
Församlingen bildades senast 1636 som en utbrytning ur Väckelsångs församling efter att varit ett kapellag där från 1590.
Församling ingick till 15 juni 1877 i Väckelsångs pastorat, för att vid denna tidpunkt bilda ett eget pastorat. Från 1992 bildade den åter pastorat med Väckelsång för att 2010 uppgå i Tingsryds pastorat..

## Kyrkoherdar
| Ämbetstid | Namn                   | Levnadstid | Övrigt |
| --------- | ---------------------- | ---------- | ------ |
| 1877-1878 | Peter Magnus Stenström | 1821-1878  |        |
| 1879-1917 | Carl Gustaf Mozart     | 1825-1917  |        |
| 1917-     | August Herrlin         | 1860-      |        |

## Komministrar
| Ämbetstid | Namn                       | Levnadstid   | Övrigt |
| --------- | -------------------------- | ------------ | ------ |
| 1616-1666 | Gudmundus Svenonis Orm     | -1666        |        |
| 1673-1682 | Nicolaus Cornerus          | -1707        |        |
| 1679-1686 | Isräl Torchilli Greftelius | 1656-1704    |        |
| 1686-1724 | Andreas Magni Aquilonius   | ca 1652-1724 |        |
| 1724-1734 | Asmund Lekberg             | -1734        |        |
| 1734-1767 | Olaus Lindgrehn            | -1767        |        |
| 1768-1777 | Anders Ringius             | 1723-1777    |        |
| 1778-1790 | Bengt Carlsson             |              |        |
| 1791-1810 | Petrus Danielsson          | 1756-1810    |        |
| 1811-1820 | Lars Peter Camberg         |              |        |
| 1821-1834 | Anders Erik Klassén        | 1775-1834    |        |
| 1836-1857 | Johannes Björngren         |              |        |
| 1858-1869 | Carl Johan Moberger        |              |        |